# Wiercica (dopływ Warty)
Wiercica (Warcica) – rzeka, prawostronny dopływ Warty o długości 23,36 km.
Wypływa z okolic wsi Kaczyniec w gminie Koło, a wpływa do Warty w okolicy wsi Pogorzałki w gminie Kramsk. Dopływami rzeki są Jaźwiniec, Sakłak i Struga Osiecka.
Najszersza część tej rzeki jest w miejscowości Kuźnica i wynosi ok. 10 m. Kilka razy na tej rzece w szerszej części organizowane były spływy kajakowe.